# Ladce
Ladce (Hongaars: Lédec) is een Slowaakse gemeente in de regio Trenčín, en maakt deel uit van het district Ilava.
Ladce telt 2.636 inwoners. De gemeente is vernoemd naar het belangrijkste dorp Ladce.